# Кващук Анатолій Гурійович
Анатолій Гурійович Кващук (19 січня 1923 — 12 червня 2012) — український мовознавець.

## Біографія
Кващук Анатолій Гурійович народився 19 січня 1923 року в селі Вербівка Оратівського району Вінницької області у родині вчителів. Батько — Кващук Гурій Феодосійович, мати — Кващук Тіна Климентіївна — заслужені вчителі України. Закінчив школу в с. Плисків Оратівського району. Поступив до Вінницького державного педагогічного інституту. З початком Другої світової війни був призваний до лав Червоної армії. Служив в Ірані в танкових військах механіком-водієм танка Т-34.
(Докладніше про іранську кампанію Радянського Союзу у 1941–1946 р. та про участь у них українців-подолян можна дізнатись зі статті Віктора Мельника — кореспондента газети «Україна Молода» — «Тегеран 45. Маловідомі сторінки Другої світової, які гортали долі українців» за посиланням https://web.archive.org/web/20150511115053/http://www.umoloda.kiev.ua/regions/66/275/0/15196/ ).
Після війни відновився у Вінницькому державному педагогічному інституті. Був направлений на роботу у Станіславський (нині — Івано-Франківський) педагогічний інститут на кафедру української філології. У 1959 захистив кандидатську дисертацію з філології за темою «Структурно-семантические типы сложных предложений уступительного соотношения в современном украинском литературном языке» (науковий керівник — Кулик Б. Н.). Переїхавши до Вінниці працював доцентом кафедри української мови у Вінницькому державному педагогічному університеті. Вийшов на пенсію у 2001 р.
Дружина — Кващук (Чилікіна) Надія Григорівна. Діти — Кващук Євгеній Анатолійович (1958–2008) та Кващук (нині Балтремус) Катерина Анатоліївна. Помер 12 червня 2012.

## Праці

### Наукові праці
Кващук Анатолій Гурійович є співавтором підручника з української мови для учнів 4-х класів загальноосвітніх шкіл (який перевидавався багато разів), автором, співавтором та рецензентом багатьох наукових праць та навчально-методичних розробок, серед них:
- Українська мова [Текст]: підручник для четвертого класу / М. Т. Доленко, І. І. Дацюк, А. Г. Кващук, Кадельчук В. З. — Київ: Радянська школа, видання друге, 1974. — 223 с. Для цього підручника Кващук Анатолій Гурійович написав розділи: «Загальні відомості з синтаксису та пунктуації» та «Фонетика».
- Синтаксис складного речення: посібник для вчителів / А. Г. Кващук. — Київ : Радянська школа, 1986. — 109 с.
- Українська мова [Текст]: підручник для четвертого класу / за ред.. акад.. АН УРСР В. М. Русанівського / М. Т. Доленко, І. І. Дацюк, А. Г. Кващук, Кадельчук В. З. — Київ: Радянська школа, видання чотирнадцяте, 1988. — 223 с. Для цього підручника Кващук Анатолій Гурійович написав розділи: «Поняття про текст», «Загальні відомості з синтаксису та пунктуації» та «Фонетика».
- Сучасна українська мова: збірник вправ / М. Т. Доленко, І. І. Дацюк, А. Г. Кващук, В. Д. Поповський — Київ, «Вища школа», 1989. — 231 с. ISBN 5-11-001405-1
- Вивчення української мови в четвертому класі [Текст]: посібник для вчителів / М. Т. Доленко, І. І. Дацюк, А. Г. Кващук. — Київ: Радянська школа, 1977. — 110 с.

### Навчально-методичні праці
- Практичні прийоми аналізу деяких типів складних речень на уроках української мови / А. Г. Кващук. — Станіслав, 1957. — 37 с.
- Будова слова та вивчення його у школі: науково-методична розробка для вчителів української мови і літератури / А. Г. Кващук. — Вінниця, 1991. — 28 с.
- Тестові завдання з синтаксису складного речення [Текст]: посібник для вчителів / А. Г. Кващук. — Вінниця: Континент-ПРИМ, 1997. — 48 с. — ISBN 966-516-040-0
- Тестові завдання з синтаксису простого речення [Текст]: посібник для вчителів / А. Г. Кващук. — Вінниця: Континент-ПРИМ, 1998. — 50 с.
- Будова слова і способи словотворення в українській мові (тестові завдання): Посібник для вчителів і студентів / А. Г. Кващук. — Вінниця, 1998. — 49 с.
- Матеріали з цікавої фонетики української мови (шкільний курс) у запитаннях та відповідях: науково-методичний посібник для учителів, студентів та учнів педучилищ) / А. В. Костюк, А. Г. Кващук . — Вінниця, 2000. — 34 с.
- Матеріали з цікавої морфології української мови у запитаннях та відповідях (посібник для вчителів, студентів і учнів педучилищ) / А. Г. Кващук., Т. Ф. Гонтар — Вінниця, 2001. — 40 с.
- Матеріали з цікавої лексики і фразеології для школи — у запитаннях та відповідях: науково-методичний посібник для учителів, студентів та учнів педагогічних училищ) / А. Г. Кващук, Т. Ф. Гонтар. — Вінниця, 2003. — 30 с.
- Історична фонетика української мови у запитаннях та відповідях (науково-методичний посібник для студентів філологічного факультету денної і заочної форм навчання і вчителів-словесників) / А. Г. Кващук. — Вінниця, 2003. — 29 с.
- Матеріали з синтаксису складного речення (завдання і відповіді): науково-методичний посібник для вчителів і студентів, видання 2-ге, доповнене / А. Г. Кващук. — Вінниця, 2005 р. — 54 с.

## Цікаві факти
Під час Другої світової війни відома радянська актриса Любов Орлова приїздила до розташувань Червоної армії в Долину смерті (Іран). Після виступу перед солдатами й офіцерами актриса виявила бажання покататися на танку. Танк Т-34, на якому їхала акторка, вів Кващук Анатолій Гурійович.